# Лемеки, Ломано
Ломано Лава Лемеки (англ. Lomano Lava Lemeki, яп. レメキ ロマノラヴァ; род. 20 января 1989 в Окленде) — японский регбист тонганского происхождения, выступающий на позиции винга и фулбэка за клубы «Хонда Хит» в японской Топ-Лиге и «Мунаката Саникс Блюз» в Супер Регби.

## Биография
Рос в Новой Зеландии, окончил Листонский колледж в Окленде и переехал в Японию в 2009 году. В чемпионате Японии выступал за клубы «Кэнон Иглз» и «Мазда Блю Зумерс». С 2014 года в рядах «Хонда Хит», с 2018 года выступает за «Санвулвз» в Супер Регби.
Благодаря полученному гражданству Японии Ломано стал игроком японских сборных по регби-15 и регби-7, дебютировав с командой на этапе чемпионата Азии в Таиланде и принеся ей победу на этапе в финальной игре против Гонконга, когда занёс попытку. Выиграл с японской сборной по регби-7 золотые медали Азиатских игр 2014 года и занял с ней 4-е место на Олимпиаде в Рио-де-Жанейро. В августе 2019 года был заявлен на домашний чемпионат мира по регби, с командой дошёл до четвертьфинала. По итогам матча против Самоа был признан лучшим игроком встречи, получив приз от MasterCard.